# 니콜라이 쿠즈네초프
니콜라이 게라시모비치 쿠즈네초프(러시아어: Николай Герасимович Кузнецов, 1904년 7월 24일 ~ 1974년 12월 6일)는 소비에트 연방의 군인이다. 30대에 해군 원수 및 해군 장관을 역임했으며 소련 해군의 아버지로 불리고 있다. 현 러시아 해군은 항공모함에 그의 이름을 붙이면서 그를 기리고 있다.

## 출생과 성장
그는 1904년 볼로그다현 메드베트키 마을 (현 아르한겔스크 인근 코틀라스 지역)의 농가에서 세르비아계 이민자의 아들로 태어났다. 1919년 그는 복무 연령이 되지 않았으나 나이를 속여서 입대한 후 붉은 군대 북드비나 소함대에 입대했고, 1920년부터 페트로그라드 해군사령부에서 근무하였다. 1924년 그는 해군 병사로 블라디미르 레닌의 장례식에 참석했고, 1925년 볼셰비키에 입당한다. 1926년 프룬제 군사 아카데미 고급해군학교를 졸업한 후 스베틀라나급 경순양함 체르보나 우크라이나에 장교로 근무하였다.1932년 이후에 다시 레닌그라드 보로실로프 해군 아카데미에서 전략과 전술 연구 과정을 수료하였고 순양함 크라시니 카프카즈에 탑승하였으나 1년간의 승진을 통해 1934년 다시 순양함 체르보나 우크라이나에 복귀, 함장으로 임명되었으며 젊은 함장으로써 그는 명성을 얻었다. 쿠즈네초프는 해군 장관 시절 소련 해군이 서방이나 독일에 맞서기에 너무 빈약하다는 것을 지적하며 스탈린에게 대양함대 육성 계획을 발표했다. 해군력 양성에 관심이 있던 스탈린은 쿠즈네초프의 함대 육성 계획을 지지했고 이에 대한 재원 마련에 들어갔지만, 독일이 소련을 침공하면서 동부 전선에서의 전투가 개전되자 그 예산은 모두 지상군에게 돌아가게 된다.

## 경력

### 스페인 내전과제2차 세계 대전이전
1936년 스페인 내전이 발발했을 때 그는 니콜라스라는 가명으로 해군 주재 무관 및 해군 주석 지도자로 스페인 공화국에 파견되어 1937년 8월 귀국할 때까지 군사고문으로 지냈으며 그동안 파시즘에 대한 적개심을 쌓게 된다. 귀국한 뒤 그는 태평양 함대 부사령관으로 승진했으며 1938년에는 준장으로 승진했다. 그 무렵 소련에서는 대숙청의 여파가 불고 있었으나 스탈린의 대대적인 숙청 앞에서 그는 숙청당할 것을 무릅쓰고 숙청에 대해 크게 항의하였고 수많은 해군 장교들을 변호해 그들의 목숨을 구했고, 1939년 불과 34세의 나이에 인민 위원에 임명된다.

### 제2차 세계 대전
1941년 나치 독일이 소련을 침공할 당시 쿠즈네초프 휘하의 소련 해군은 유일하게 제대로 역할 수행을 할 수 있었다. 당시 육군은 독일의 도발에 응하는 것을 금지한다는 스탈린의 명령을 수행하고 있었으나, 소련 해군은 당시 육군과 다른 인민 위원부 휘하에 있었기 때문에 쿠즈네초프는 그들의 직접 지휘 명령 계통의 이상의 자리에 위치할 수 있었고, 그 점을 이용해 쿠즈네초프는 6월 22일 전 소련 해군에 전투 준비를 명했고, 소련 해군은 유일하게 제대로 된 저항을 할 수 있었으며 작전 동안 한 대의 선박이나 항공기도 잃지 않았다. 스탈린은 쿠즈네초프가 자신의 명령을 어긴 것에 분노하였지만 소련 해군의 피해 상황에 대해 보고받은 뒤 화를 풀고 쿠즈네초프를 칭찬하였다. 2년간 쿠즈네초프의 주요 관심사는 독일의 침공에 대한 카프카스 방위였고 전쟁을 통해 흑해는 소련 해군의 작전에 중요한 지역이었다. 독일 해군은 강력한 소련 흑해 함대가 지키는 흑해에 감히 공격할 수가 없었고, 쿠즈네초프는 이런 제해권을 이용하여 상륙전 교리를 개발하고 직접 실행시키기도 했다. 그 외에도 쿠즈네초프는 무르만스크로 들어오는 연합군 수송선단의 방어에 힘썼으며 이러한 업적으로 그는 1944년 해군원수로 진급한다.

## 전후
전쟁후에도 1947년까지 해군총사령관 및 국방부차관을 역임하고 있었으나, 1947년에 스탈린의 명령으로 근무불성실 혐의로 다른 제독들과 함께 체포되어 군사재판에 회부되었다. 이때문에 해군중장으로 계급이 강등된걸로 끝났지만 같이 체포된 제독들은 징역형을 선고받았다. 1951년 스탈린은 다시 쿠즈네초프를 해군장관으로 임명했지만 계급을 복귀시켜주지는 않았고, 1953년 스탈린이 죽은 후에 다시 복귀하여 같은 해 소련 국방 차관이 되었고, 1955년 다시 소련 해군 원수로 복귀해 원수장을 다시 받게 되었다. 그러나 쿠즈네초프는 육군을 중시하는 당시 국방장관 주코프와 사이가 매우 안좋았고, 그는 주코프와 충돌이 잦았다. 1955년 8월 전함 노보로시스크가 폭발사고를 일으키자, 주코프는 이의 책임을 물어 쿠즈네초프를 해임하고 다시 중장으로 강등시켜 예편시켰다.
쿠즈네초프는 예편된 후 해군에 관한 저술에 힘쓰고 전쟁당시의 회고록을 저술하였으나 출판이 금지되었다. 왜냐하면 스탈린을 이런 저술에서 직접적으로 비난하고, 해군에 간섭하던 공산당을 비판했기 때문이다. 그는 저술중에 "국가는 법률로 다스려져야한다"고 서술하여 공산당의 이런저런 불법적인 간섭을 비난하였다. 그래서 이런 저술들은 쿠즈네초프의 사후에야 출판될 수 있었다.
1957년 그를 해임했던 주코프도 흐루쇼프의 미움을 사서 해임되었다. 1964년 해군 제독들은 쿠즈네초프를 복귀시켜달라고 청원을 냈고, 명예직이었던 국방부 감독관에 임명되었으나 그와 사이가 무척 안좋았던 후임 세르게이 고르시코프의 반대로 인해 1974년 세상을 떠날 때까지 원수로 복귀하지 못했다. 세상을 떠난 후, 고르바초프가 집권하던 1988년에야 소련 해군 원수로 사후 복귀되었다. 현재 러시아 해군은 그의 이름을 붙인 쿠즈네초프 항공모함을 운용하고 있다.

## 수훈
- 소비에트 연방 영웅(3회)
- 레닌 훈장(4회)
- 1등 우샤코프 훈장 (2회)